# 아기아 지 마라바 FC
아기아 지 마라바 푸치보우 클루비는 브라질의 축구단으로 파라 주의 마라바를 연고로 한다. 현재 캄페오나투 브라질레이루 세리에 D에 참가하고 있다.

## 선수 명단

### 현역
참고: FIFA 자격 규정에 따라 소속된 국가대표팀 국기를 표시합니다. 선수는 복수의 FIFA 비회원국 국적을 가지고 있을 수 있습니다.
| 번호 | 포지션 | 국적 | 이름        |
| ---- | ------ | ---- | ----------- |
| 1    | GK     |      | 악셀 로페스 |

| 번호 | 포지션 | 국적 | 이름 |
| ---- | ------ | ---- | ---- |